# Turnee WTA 125 2023
Turneele WTA 125 reprezintă circuitul secundar profesionist de tenis organizat de Asociația de Tenis pentru Femei și este a douăsprezecea ediție. 
Calendarul 2023 este format din 29 de turnee. Optsprezece dintre ele sunt jucate în Europa, cinci în America de Nord și șase în America de Sud. Pentru al doilea an consecutiv, turneele asiatice au fost înlocuite în calendar. Bugetul pentru fiecare turneu este de 115.000 USD. Circuitul se desfășoară între ianuarie și decembrie 2023.
Pentru prima dată în seria WTA 125, se joacă turnee în orașul mexican San Luis Potosí și orașele catalane La Bisbal d'Empordà și Reus. După zece ani, turneul de la Cali, Columbia, cu care a început sezonul, a revenit în calendar.

## Program
| Săptămâna     | Turneu | Campioni                                                 | Finaliști                                   | Semifinaliști                        | Sfert-finaliști                                                               |
| ------------- | --- | -------------------------------------------------------- | ------------------------------------------- | ------------------------------------ | ----------------------------------------------------------------------------- |
| 30 ianuarie   | Copa Oster Cali, Columbia 115.000 $ – Zgură – 32S/16Q/16D                                                     | Nadia Podoroska 6–4, 6–2                                 | Paula Ormaechea                             | Emiliana Arango Laura Pigossi        | FC Gómez Martina Colmegna Elvina Kalieva Valeria Strakhova                    |
| 30 ianuarie   | Copa Oster Cali, Columbia 115.000 $ – Zgură – 32S/16Q/16D                                                     | Weronika Falkowska Katarzyna Kawa 6–1, 5–7, [10–6]       | Kyoka Okamura You Xiaodi                    | Emiliana Arango Laura Pigossi        | FC Gómez Martina Colmegna Elvina Kalieva Valeria Strakhova                    |
| 27 martie     | San Luis Open San Luis Potosí, Mexic 115.000 $ – Zgură – 32S/16Q/16D                                          | Elisabetta Cocciaretto 5–7, 6–4, 7–5                     | Sara Errani                                 | Elina Avanesyan · Kaja Juvan         | Tamara Zidanšek Emiliana Arango Laura Pigossi Tatjana Maria                   |
| 27 martie     | San Luis Open San Luis Potosí, Mexic 115.000 $ – Zgură – 32S/16Q/16D                                          | Aliona Bolsova Andrea Gámiz 7–6(7–5), 6–4                | Oksana Kalashnikova Katarzyna Piter         | Elina Avanesyan · Kaja Juvan         | Tamara Zidanšek Emiliana Arango Laura Pigossi Tatjana Maria                   |
| 1 mai         | L'Open 35 de Saint-Malo Saint-Malo, Franța 115.000 $ – Dură– 32S/16Q/16D                                      | Sloane Stephens 6–3, 6–4                                 | Greet Minnen                                | Elina Svitolina Katie Volynets       | Jessika Ponchet Léolia Jeanjean Magdalena Fręch Emma Navarro                  |
| 1 mai         | L'Open 35 de Saint-Malo Saint-Malo, Franța 115.000 $ – Dură– 32S/16Q/16D                                      | Greet Minnen Bibiane Schoofs 7–6(9–7), 7–6(7–3)          | Ulrikke Eikeri Eri Hozumi                   | Elina Svitolina Katie Volynets       | Jessika Ponchet Léolia Jeanjean Magdalena Fręch Emma Navarro                  |
| 1 mai         | Catalonia Open Reus, Spania 115.000 $ – Zgură – 32S/16Q/16D                                                   | Sorana Cîrstea 6–1, 4–6, 7–6(7–1)                        | Elizabeth Mandlik                           | Daiana Iastremska Lauren Davis       | Jil Teichmann Nuria Párrizas Díaz Camila Osorio Caty McNally                  |
| 1 mai         | Catalonia Open Reus, Spania 115.000 $ – Zgură – 32S/16Q/16D                                                   | Storm Hunter Ellen Perez 6–1, 7–6(10–8)                  | Alexa Guarachi Erin Routliffe               | Daiana Iastremska Lauren Davis       | Jil Teichmann Nuria Párrizas Díaz Camila Osorio Caty McNally                  |
| 15 mai        | Trophee Lagardère Paris, Franța 115.000 $ – Zgură – 32S/8Q/16D                                                | Diane Parry Walkover                                     | Caty McNally                                | Katie Volynets · Varvara Gracheva    | Alizé Cornet · Nao Hibino · Linda Nosková · Kamilla Rakhimova                 |
| 15 mai        | Trophee Lagardère Paris, Franța 115.000 $ – Zgură – 32S/8Q/16D                                                | Anna Danilina · Vera Zvonareva · 5–7, 7–6(7–2), [14–12]  | Nadiia Kichenok Alycia Parks                | Katie Volynets · Varvara Gracheva    | Alizé Cornet · Nao Hibino · Linda Nosková · Kamilla Rakhimova                 |
| 5 iunie       | Makarska Open 125 Makarska, Croația 115.000 $ – Zgură – 32S/8Q/8D                                             | Mayar Sherif 2–6, 7–6(8–6), 7–5                          | Jasmine Paolini                             | Diane Parry Rebecca Šramková         | Linda Nosková Yuan Yue Kateryna Baindl Ana Konjuh                             |
| 5 iunie       | Makarska Open 125 Makarska, Croația 115.000 $ – Zgură – 32S/8Q/8D                                             | Ingrid Neel Wu Fang-hsien 6–3, 7–5                       | Anna Sisková Renata Voráčová                | Diane Parry Rebecca Šramková         | Linda Nosková Yuan Yue Kateryna Baindl Ana Konjuh                             |
| 5 iunie       | Torneig Internacional de Tennis Femení Solgironès La Bisbal d'Empordà, Spania 115.000 $ – Zgură – 32S/16Q/16D | Arantxa Rus 7–6(7–2), 6–3                                | Panna Udvardy                               | Rebeka Masarova María Carlé          | Nadia Podoroska Kaja Juvan Caroline Dolehide Jil Teichmann                    |
| 5 iunie       | Torneig Internacional de Tennis Femení Solgironès La Bisbal d'Empordà, Spania 115.000 $ – Zgură – 32S/16Q/16D | Caroline Dolehide · Diana Shnaider · 7–6(7–5), 6–3       | Aliona Bolsova Rebeka Masarova              | Rebeka Masarova María Carlé          | Nadia Podoroska Kaja Juvan Caroline Dolehide Jil Teichmann                    |
| 12 iunie      | Open Internacional de Valencia Valencia, Spania 115.000 $ – Zgură – 32S/16Q/8D                                | Mayar Sherif 6–3, 6–3                                    | Marina Bassols Ribera                       | Nadia Podoroska Tamara Korpatsch     | Ann Li Mirjam Björklund Sara Errani Jessica Bouzas Maneiro                    |
| 12 iunie      | Open Internacional de Valencia Valencia, Spania 115.000 $ – Zgură – 32S/16Q/8D                                | Aliona Bolsova Andrea Gámiz 6–4, 4–6, [10–7]             | Angelina Gabueva · Irina Khromacheva        | Nadia Podoroska Tamara Korpatsch     | Ann Li Mirjam Björklund Sara Errani Jessica Bouzas Maneiro                    |
| 19 iunie      | Veneto Open Gaiba, Italia 115.000 $ – Iarbă – 32S/16D                                                         | Ashlyn Krueger 3–6, 6–4, 7–5                             | Tatjana Maria                               | Olga Danilović Robin Montgomery      | Yanina Wickmayer Yuan Yue Ysaline Bonaventure Lucrezia Stefanini              |
| 19 iunie      | Veneto Open Gaiba, Italia 115.000 $ – Iarbă – 32S/16D                                                         | Han Na-lae Jang Su-jeong 6–3, 3–6, [10–6]                | Weronika Falkowska Katarzyna Piter          | Olga Danilović Robin Montgomery      | Yanina Wickmayer Yuan Yue Ysaline Bonaventure Lucrezia Stefanini              |
| 10 iulie      | Grand Est Open 88 Contrexéville, Franța 115.000 $ – Zgură – 32S/8Q/8D                                         | Arantxa Rus 6–3, 6–3                                     | Anastasia Pavliucenkova                     | Tereza Martincová Fiona Ferro        | Anna-Lena Friedsam Sara Errani Eva Lys Cristina Bucșa                         |
| 10 iulie      | Grand Est Open 88 Contrexéville, Franța 115.000 $ – Zgură – 32S/8Q/8D                                         | Cristina Bucșa Alena Fomina-Klotz 4–6, 6–3, [10–7]       | Amina Anshba Anastasia Dețiuc               | Tereza Martincová Fiona Ferro        | Anna-Lena Friedsam Sara Errani Eva Lys Cristina Bucșa                         |
| 10 iulie      | Nordea Open Båstad, Suedia 115.000 $ – Zgură – 32S/16D                                                        | Olga Danilović 7–6(7–4), 3–6, 6–3                        | Emma Navarro                                | Louisa Chirico Yulia Putintseva      | Tamara Zidanšek Claire Liu Viktoriya Tomova Aliona Bolsova                    |
| 10 iulie      | Nordea Open Båstad, Suedia 115.000 $ – Zgură – 32S/16D                                                        | Irina Khromacheva Panna Udvardy 4–6, 6–3, [10–5]         | Eri Hozumi Jang Su-jeong                    | Louisa Chirico Yulia Putintseva      | Tamara Zidanšek Claire Liu Viktoriya Tomova Aliona Bolsova                    |
| 17 iulie      | Iași Open Iași, România 115.000 $ – Zgură – 32S/16Q/8D Simplu – Dublu                                         | Ana Bogdan 6–2, 6–3                                      | Irina-Camelia Begu                          | Tamara Zidanšek Raluka Șerban        | Jil Teichmann Darya Astakhova Laura Pigossi Simona Waltert                    |
| 17 iulie      | Iași Open Iași, România 115.000 $ – Zgură – 32S/16Q/8D Simplu – Dublu                                         | Veronika Erjavec Dalila Jakupović 6–4, 6–4               | Irina Bara Monica Niculescu                 | Tamara Zidanšek Raluka Șerban        | Jil Teichmann Darya Astakhova Laura Pigossi Simona Waltert                    |
| 7 august      | Kozerki Open Grodzisk Mazowiecki, Polonia 115.000 $ – Zgură – 32S/16Q/8D                                      | Daiana Iastremska 2–6, 6–1, 6–3                          | Greet Minnen                                | Maja Chwalińska Zeynep Sönmez        | Martyna Kubka Eva Lys Tereza Martincová Noma Noha Akugue                      |
| 7 august      | Kozerki Open Grodzisk Mazowiecki, Polonia 115.000 $ – Zgură – 32S/16Q/8D                                      | Katarzyna Kawa Elixane Lechemia 6–3, 6–4                 | Naiktha Bains Maia Lumsden                  | Maja Chwalińska Zeynep Sönmez        | Martyna Kubka Eva Lys Tereza Martincová Noma Noha Akugue                      |
| 14 august     | Golden Gate Open Stanford, Statele Unite 115.000 $ – Dură – 32S/16Q/16D                                       | Wang Yafan 6–2, 6–0                                      | Kamilla Rakhimova                           | Moyuka Uchijima Yuan Yue             | Mai Hontama Jodie Burrage Bai Zhuoxuan Iryna Shymanovich                      |
| 14 august     | Golden Gate Open Stanford, Statele Unite 115.000 $ – Dură – 32S/16Q/16D                                       | Jodie Burrage Olivia Gadecki 7–6(7–4), 6–7(6–8), [10–8]  | Hailey Baptiste Claire Liu                  | Moyuka Uchijima Yuan Yue             | Mai Hontama Jodie Burrage Bai Zhuoxuan Iryna Shymanovich                      |
| 14 august     | Barranquilla Open Barranquilla, Colombia 115.000 $ – Dură – 32S/8Q/8D                                         | Tatjana Maria 6–1, 6–2                                   | Fiona Ferro                                 | Varvara Lepchenko AK Schmiedlová     | Daria Saville Carole Monnet Irina Fetecău Laura Pigossi                       |
| 14 august     | Barranquilla Open Barranquilla, Colombia 115.000 $ – Dură – 32S/8Q/8D                                         | V Grammatikopoulou Despina Papamichail 7–6(7–2), 7–5     | Yuliana Lizarazo María Paulina Pérez García | Varvara Lepchenko AK Schmiedlová     | Daria Saville Carole Monnet Irina Fetecău Laura Pigossi                       |
| 21 august     | Chicago Women's Open Chicago, Statele Unite 115.000 $ – Dură – 32S/8Q/8D                                      | Viktoriya Tomova 6–1, 6–4                                | Claire Liu                                  | Lucia Bronzetti Cristina Bucșa       | Kateryna Baindl Kamilla Rakhimova Rebeka Masarova Rebecca Peterson            |
| 21 august     | Chicago Women's Open Chicago, Statele Unite 115.000 $ – Dură – 32S/8Q/8D                                      | Ulrikke Eikeri Ingrid Neel Walkover                      | Cristina Bucșa Alexandra Panova             | Lucia Bronzetti Cristina Bucșa       | Kateryna Baindl Kamilla Rakhimova Rebeka Masarova Rebecca Peterson            |
| 4 septembrie  | Open Delle Puglie Bari, Italia 115.000 $ – Zgură – 32S/16Q/16D                                                | Tamara Zidanšek 3–6, 7–5, 6–1                            | Rebecca Šramková                            | Alizé Cornet Jana Fett               | Jennifer Ruggeri Katarzyna Kawa Zeynep Sönmez Jaqueline Cristian              |
| 4 septembrie  | Open Delle Puglie Bari, Italia 115.000 $ – Zgură – 32S/16Q/16D                                                | Katarzyna Kawa Anna Sisková 6–1, 6–2                     | V Grammatikopoulou Elixane Lechemia         | Alizé Cornet Jana Fett               | Jennifer Ruggeri Katarzyna Kawa Zeynep Sönmez Jaqueline Cristian              |
| 11 septembrie | Țiriac Foundation Trophy București, România 115.000 $ – Zgură – 32S/16Q/16D Simplu – Dublu                    | Astra Sharma 0–6, 7–5, 6–2                               | Sara Errani                                 | Jaqueline Cristian Darja Semeņistaja | Anna Bondár María Carlé Noma Noha Akugue Anca Alexia Todoni                   |
| 11 septembrie | Țiriac Foundation Trophy București, România 115.000 $ – Zgură – 32S/16Q/16D Simplu – Dublu                    | Angelica Moratelli Camilla Rosatello 7–5, 6–4            | V Grammatikopoulou Anna Sisková             | Jaqueline Cristian Darja Semeņistaja | Anna Bondár María Carlé Noma Noha Akugue Anca Alexia Todoni                   |
| 11 septembrie | Ljubljana Open Ljubljana, Slovenia 115.000 $ – Zgură – 32S/16Q/16D                                            | Marina Bassols Ribera 6–0, 7–6(7–2)                      | Zeynep Sönmez                               | Tamara Zidanšek Miriam Bulgaru       | Katarzyna Kawa Erika Andreeva Dalma Gálfi Lucija Ćirić Bagarić                |
| 11 septembrie | Ljubljana Open Ljubljana, Slovenia 115.000 $ – Zgură – 32S/16Q/16D                                            | Amina Anshba Quinn Gleason 6–3, 6–4                      | Freya Christie Yuliana Lizarazo             | Tamara Zidanšek Miriam Bulgaru       | Katarzyna Kawa Erika Andreeva Dalma Gálfi Lucija Ćirić Bagarić                |
| 18 septembrie | Parma Ladies Open Parma, Italia 115.000 $ – Zgură – 32S/16Q/16D                                               | Ana Bogdan 7–5, 6–1                                      | Anna Karolína Schmiedlová                   | Katarzyna Kawa Anna Bondár           | Kaja Juvan Jéssica Bouzas Maneiro Viktoriya Tomova Jaqueline Cristian         |
| 18 septembrie | Parma Ladies Open Parma, Italia 115.000 $ – Zgură – 32S/16Q/16D                                               | Dalila Jakupović Irina Khromacheva 6–2, 6–3              | Anna Bondár Kimberley Zimmermann            | Katarzyna Kawa Anna Bondár           | Kaja Juvan Jéssica Bouzas Maneiro Viktoriya Tomova Jaqueline Cristian         |
| 9 octombrie   | Open de Rouen Rouen, Franța 115.000 $ – Dură – 32S/8Q/16D                                                     | Viktorija Golubic 6–4, 6–1                               | Erika Andreeva                              | Jaqueline Cristian Alizé Cornet      | Greet Minnen Fiona Ferro Jodie Burrage Nuria Párrizas Díaz                    |
| 9 octombrie   | Open de Rouen Rouen, Franța 115.000 $ – Dură – 32S/8Q/16D                                                     | Maia Lumsden Jessika Ponchet 6–3, 7–6(7–4)               | Anna Bondár Kimberley Zimmermann            | Jaqueline Cristian Alizé Cornet      | Greet Minnen Fiona Ferro Jodie Burrage Nuria Párrizas Díaz                    |
| 23 octombrie  | Abierto Tampico Tampico, Mexic 115.000 $ – Dură – 32S/16Q/16D                                                 | Emina Bektas 6–3, 3–6, 7–6(7–3)                          | Anna Kalinskaia                             | Kamilla Rakhimova Elizabeth Mandlik  | Caroline Dolehide Anastasia Tikhonova Katie Volynets Fernanda Contreras Gómez |
| 23 octombrie  | Abierto Tampico Tampico, Mexic 115.000 $ – Dură – 32S/16Q/16D                                                 | Kamilla Rakhimova Anastasia Tikhonova 7–6(7–5), 6–2      | Sabrina Santamaria Heather Watson           | Kamilla Rakhimova Elizabeth Mandlik  | Caroline Dolehide Anastasia Tikhonova Katie Volynets Fernanda Contreras Gómez |
| 30 octombrie  | Dow Tennis Classic Midland, Statele Unite 115.000 $ – Dură – 32S/16Q/16D                                      | Anna Kalinskaia 7–5, 6–4                                 | Jana Fett                                   | Emma Navarro Alycia Parks            | Emina Bektas Taylor Townsend Katherine Sebov Hailey Baptiste                  |
| 30 octombrie  | Dow Tennis Classic Midland, Statele Unite 115.000 $ – Dură – 32S/16Q/16D                                      | Hailey Baptiste Whitney Osuigwe 2–6, 6–2, [10–1]         | Sophie Chang Ashley Lahey                   | Emma Navarro Alycia Parks            | Emina Bektas Taylor Townsend Katherine Sebov Hailey Baptiste                  |
| 13 noiembrie  | Copa LP Chile Colina, Chile 115.000 $ – Zgură – 32S/16Q/16D                                                   | Sára Bejlek 6–2, 6–1                                     | Diane Parry                                 | Elizabeth Mandlik Nadia Podoroska    | Polona Hercog Yulia Starodubtseva Léolia Jeanjean Panna Udvardy               |
| 13 noiembrie  | Copa LP Chile Colina, Chile 115.000 $ – Zgură – 32S/16Q/16D                                                   | Julia Lohoff Conny Perrin 7–6(7–4), 6–2                  | Lucciana Pérez Alarcón Daniela Seguel       | Elizabeth Mandlik Nadia Podoroska    | Polona Hercog Yulia Starodubtseva Léolia Jeanjean Panna Udvardy               |
| 20 noiembrie  | MundoTenis Open Florianópolis, Brazilia 115.000 $ – Zgură – 32S/16Q/16D                                       | Ajla Tomljanović 6–1, 7–5                                | Martina Capurro Taborda                     | Renata Zarazúa Nadia Podoroska       | Miriam Bulgaru Sára Bejlek Anca Todoni Carole Monnet                          |
| 20 noiembrie  | MundoTenis Open Florianópolis, Brazilia 115.000 $ – Zgură – 32S/16Q/16D                                       | Sara Errani Léolia Jeanjean 7–5, 3–6, [10–7]             | Julia Lohoff Conny Perrin                   | Renata Zarazúa Nadia Podoroska       | Miriam Bulgaru Sára Bejlek Anca Todoni Carole Monnet                          |
| 27 noiembrie  | Argentina Open Buenos Aires, Argentina 115.000 $ – Zgură – 32S/16Q/16D                                        | Laura Pigossi 6–3, 6–2                                   | María Lourdes Carlé                         | Julia Riera Renata Zarazúa           | Diane Parry Polona Hercog Elizabeth Mandlik Solana Sierra                     |
| 27 noiembrie  | Argentina Open Buenos Aires, Argentina 115.000 $ – Zgură – 32S/16Q/16D                                        | María Lourdes Carlé Despina Papamichail 6–3, 4–6, [11–9] | María Paulina Pérez García Sofia Sewing     | Julia Riera Renata Zarazúa           | Diane Parry Polona Hercog Elizabeth Mandlik Solana Sierra                     |
| 27 noiembrie  | Andorrà Open Andorra la Vella, Andorra 115.000 $ – Dură – 32S/16Q/16D                                         | Marina Bassols Ribera 7–5, 7–6(7–3)                      | Erika Andreeva                              | Heather Watson Alizé Cornet          | Ella Seidel Jessika Ponchet Anastasija Sevastova Clara Tauson                 |
| 27 noiembrie  | Andorrà Open Andorra la Vella, Andorra 115.000 $ – Dură – 32S/16Q/16D                                         | Erika Andreeva Céline Naef 6–2, 6–1                      | Tímea Babos Heather Watson                  | Heather Watson Alizé Cornet          | Ella Seidel Jessika Ponchet Anastasija Sevastova Clara Tauson                 |
| 4 decembrie   | Montevideo Open Montevideo, Uruguay 115.000 $ – Zgură – 32S/16Q/16D                                           | Renata Zarazúa 7–5, 3–6, 6–4                             | Diane Parry                                 | Robin Montgomery María Lourdes Carlé | Solana Sierra Ylena In-Albon Julia Riera Miriam Bulgaru                       |
| 4 decembrie   | Montevideo Open Montevideo, Uruguay 115.000 $ – Zgură – 32S/16Q/16D                                           | María Lourdes Carlé Julia Riera 7–6(7–5), 7–5            | Freya Christie Yuliana Lizarazo             | Robin Montgomery María Lourdes Carlé | Solana Sierra Ylena In-Albon Julia Riera Miriam Bulgaru                       |
| 4 decembrie   | Open Angers Arena Loire Angers, Franța 115.000 $ – Dură – 32S/16Q/16D                                         | Clara Burel 3–6, 6–4, 6–2                                | Chloé Paquet                                | Cristina Bucșa Daiana Iastremska     | Elisabetta Cocciaretto Audrey Albié McCartney Kessler Erika Andreeva          |
| 4 decembrie   | Open Angers Arena Loire Angers, Franța 115.000 $ – Dură – 32S/16Q/16D                                         | Cristina Bucșa Monica Niculescu 6–1, 6–3                 | Anna Danilina Alexandra Panova              | Cristina Bucșa Daiana Iastremska     | Elisabetta Cocciaretto Audrey Albié McCartney Kessler Erika Andreeva          |
| 11 decembrie  | Open de Limoges Limoges, Franța 115.000 $ – Dură – 32S/16Q/16D                                                | Cristina Bucșa 2–6, 6–1, 6–2                             | Elsa Jacquemot                              | Erika Andreeva Anna Blinkova         | Elisabetta Cocciaretto Anastasija Sevastova Loïs Boisson Harmony Tan          |
| 11 decembrie  | Open de Limoges Limoges, Franța 115.000 $ – Dură – 32S/16Q/16D                                                | Cristina Bucșa Yana Sizikova 6–4, 6–1                    | Oksana Kalashnikova Maia Lumsden            | Erika Andreeva Anna Blinkova         | Elisabetta Cocciaretto Anastasija Sevastova Loïs Boisson Harmony Tan          |

## Informații statistice

### Titluri câștigate per țară
| Total | Țară                  | S | D |
| ----- | --------------------- | - | - |
| 8     | Spania (ESP)          | 3 | 5 |
| 6     | Statele Unite (USA)   | 3 | 3 |
| 5     | Franța (FRA)          | 2 | 3 |
| 4     | România (ROU)         | 3 | 1 |
| 4     | Australia (AUS)       | 2 | 2 |
| 4     | Italia (ITA)          | 2 | 2 |
| 3     | Țările de Jos (NED)   | 2 | 1 |
| 3     | Argentina (ARG)       | 1 | 2 |
| 3     | Germania (GER)        | 1 | 2 |
| 3     | Slovenia (SLO)        | 1 | 2 |
| 3     | Elveția (SUI)         | 1 | 2 |
| 3     | Estonia (EST)         | 0 | 3 |
| 3     | Polonia (POL)         | 0 | 3 |
| 2     | Egipt (EGY)           | 2 | 0 |
| 2     | Cehia (CZE)           | 1 | 1 |
| 2     | Marea Britanie (GBR)  | 0 | 2 |
| 2     | Grecia (GRE)          | 0 | 2 |
| 2     | Venezuela (VEN)       | 0 | 2 |
| 1     | Brazilia (BRA)        | 1 | 0 |
| 1     | Bulgaria (BUL)        | 1 | 0 |
| 1     | China (CHN)           | 1 | 0 |
| 1     | Mexic (MEX)           | 1 | 0 |
| 1     | Serbia (SRB)          | 1 | 0 |
| 1     | Ucraina (UKR)         | 1 | 0 |
| 1     | Belgia (BEL)          | 0 | 1 |
| 1     | Taipeiul Chinez (TPE) | 0 | 1 |
| 1     | Ungaria (HUN)         | 0 | 1 |
| 1     | Kazahstan (KAZ)       | 0 | 1 |
| 1     | Norvegia (NOR)        | 0 | 1 |
| 1     | Coreea de Sud (KOR)   | 0 | 1 |

## Distribuția punctelor
| Probă       | C   | F  | SF | QF | R16 | R32 | Q   | Q2  | Q1  |
| ----------- | --- | -- | -- | -- | --- | --- | --- | --- | --- |
| Simplu      | 160 | 95 | 57 | 29 | 15  | 1   | 6   | 4   | 1   |
| Dublu (16D) | 160 | 95 | 57 | 29 | 1   | N/A | N/A | N/A | N/A |
| Dublu (8D)  | 160 | 95 | 57 | 1  | N/A | N/A | N/A | N/A | N/A |